# L'experiment Harrad
L'experiment Harrad (títol original:  The Harrad Experiment) és una pel·lícula estatunidenca dirigida per Ted Post, estrenada el 1973. Ha estat doblada al català.

## Argument
A la universitat mixta d'Harrad els estudiants proven una política d'universitat de llibertat sexual. S'ensenya als estudiants sobre la submissió.

## Repartiment
- James Whitmore: Philip Tenhausen
- Tippi Hedren: Margaret Tenhausen
- Don Johnson: Stanley Cole
- Bruno Kirby: Harry Schacht (com B. Kirby Jr.)
- Laurie Walters: Sheila Grove
- Victoria Thompson: Beth Hillyer
- Elliott Street: Wilson
- Robert Middleton: Sidney Bower
- Billy Sands: Jack
- Sharon Ullrick: Barbara (com Sharon Taggart)
- Maggie Wellman: Cynthia
- Michael Greene: Instructor Ioga
- Ron Kolman: Evan
- Eric Server: Workman
- Robert C. Ross: Workman